# 吾妻川電力
吾妻川電力株式会社（あがつまがわでんりょく かぶしきがいしゃ）は、大正から昭和初頭にかけて存在した日本の電力会社である。群馬県を流れる利根川水系吾妻川において水力発電を手掛けた。
関東最大の電力会社である東京電灯の傍系会社として1922年（大正11年）に設立。吾妻川開発を担った電力会社3社のうちの一つで、上流部に計4か所の発電所を建設し、その電力を発電所地元や東京電灯へ供給した。東京電灯の業績不振に巻き込まれて経営不振に陥り、1933年（昭和8年）長野県を中心に水力開発を手掛ける発電会社東信電気へと吸収された。

## 設立の経緯

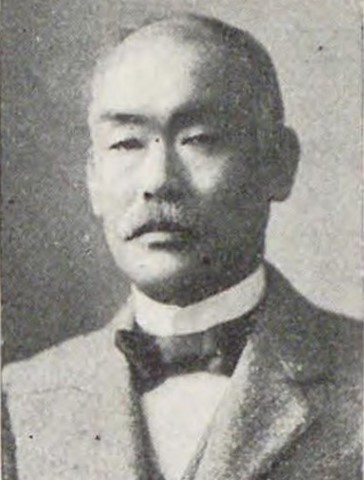
初代社長臼井哲夫

1887年（明治20年）、東京市内において日本国内で初めてとなる配電事業を東京電灯が開始した。東京電灯の電源は当初火力発電であったが、平野部の端部に小規模な水力発電所を建設しやすい北関東では電気事業創業期から水力発電が盛んで、1894年（明治27年）に群馬県最初の電気事業者として開業した前橋市の前橋電灯も水力発電を採用していた。
群馬県ではその後1904年（明治37年）高崎市に高崎水力電気が開業する。同社は利根川支流の烏川を構え、1907年（明治40年）には先発の前橋電灯を合併するなど事業を拡大。同年8月には県境を越えて埼玉県北部の大里郡熊谷町（現・熊谷市）まで送電を始めた。12月、東京電灯が山梨県東部を流れる桂川（相模川）に駒橋発電所を完成させ、その電力を55キロボルトという当時の国内最高電圧で送電し始めた。この成功を機に日本各地で長距離・高圧送電が一般化していく。群馬県でも1910年（明治43年）に開業した利根発電が長距離送電に取り組み、1913年（大正2年）8月、東京送電を目指して上久屋発電所（利根川支流片品川）と千葉県東葛飾郡市川町（現・市川市）を繋ぐ全長117キロメートル・送電電圧66キロボルトの送電線を新設した。
1919年（大正8年）7月、利根川支流吾妻川の下流部に水利権を持っていた群馬県出身の実業家田島達策らが安田財閥の後援を得て群馬電力（後の東京電力）を設立した。吾妻川中流・下流部は白砂川（当時は「須川」）の酸性水が流れ込むため鉄管・機器の腐食を懸念して発電所開発が見送られてきたが、群馬電力では下流側では影響がないとして吾妻川最初の発電所となる金井発電所の工事に取り掛かった。同発電所は1922年（大正11年）12月に完成し、神奈川県橘樹郡川崎町（現・川崎市）まで送電線を繋いで送電を開始している。
一方、東京を本拠とする東京電灯は1920年代に入ると積極的な事業拡張を進めるようになり、1926年（大正15年）にかけて供給区域を関東地方一円と静岡県東部まで拡大した。そのうち群馬県進出は主として1921年（大正10年）4月の利根発電合併および同年12月の高崎水力電気合併によるものである。そうした中の1922年3月、いくつかの競願の中から臼井哲夫（衆議院議員）・中原岩三郎（工学博士、2月まで東京電灯常務取締役）・鈴木茂兵衛（東京の肥料・食塩・油商）ら「吾妻川電力株式会社」発起人が吾妻川の水利権を獲得した。許可地点は吾妻郡嬬恋村から長野原町にまたがる2地点で、どちらも白砂川合流点よりも上流側にあたる。先行する群馬電力が京浜電気鉄道（京浜急行電鉄の前身）を需要家としていたのに対し、この吾妻川電力は東京電灯への送電を予定し、将来的な東京電灯への合併も想定されていたという。
1922年12月28日、吾妻川電力は創立総会が開かれ会社設立に至った。設立時の資本金は800万円で、全16万株のうち3万株を事業助成のため東京電灯が引き受けた。取締役は臼井哲夫・中原岩三郎・鈴木茂兵衛ら計12名が選ばれ、その中から初代社長に臼井、副社長に中原、常務に小栗勝四郎と浦山助太郎がそれぞれ就任した。常務の小栗は元日本鉄道・鉄道院技師、浦山は元桂川電力取締役である。この桂川電力は直前の1922年2月に東京電灯へと吸収された発電会社で、山梨県の桂川などに発電所を持っていた。桂川電力からは浦山以外にも専務であった広瀬為久・島甲子二（どちらも合併後は東京電灯取締役）も吾妻川電力の取締役に入っている。

## 発電所建設

### 今井発電所

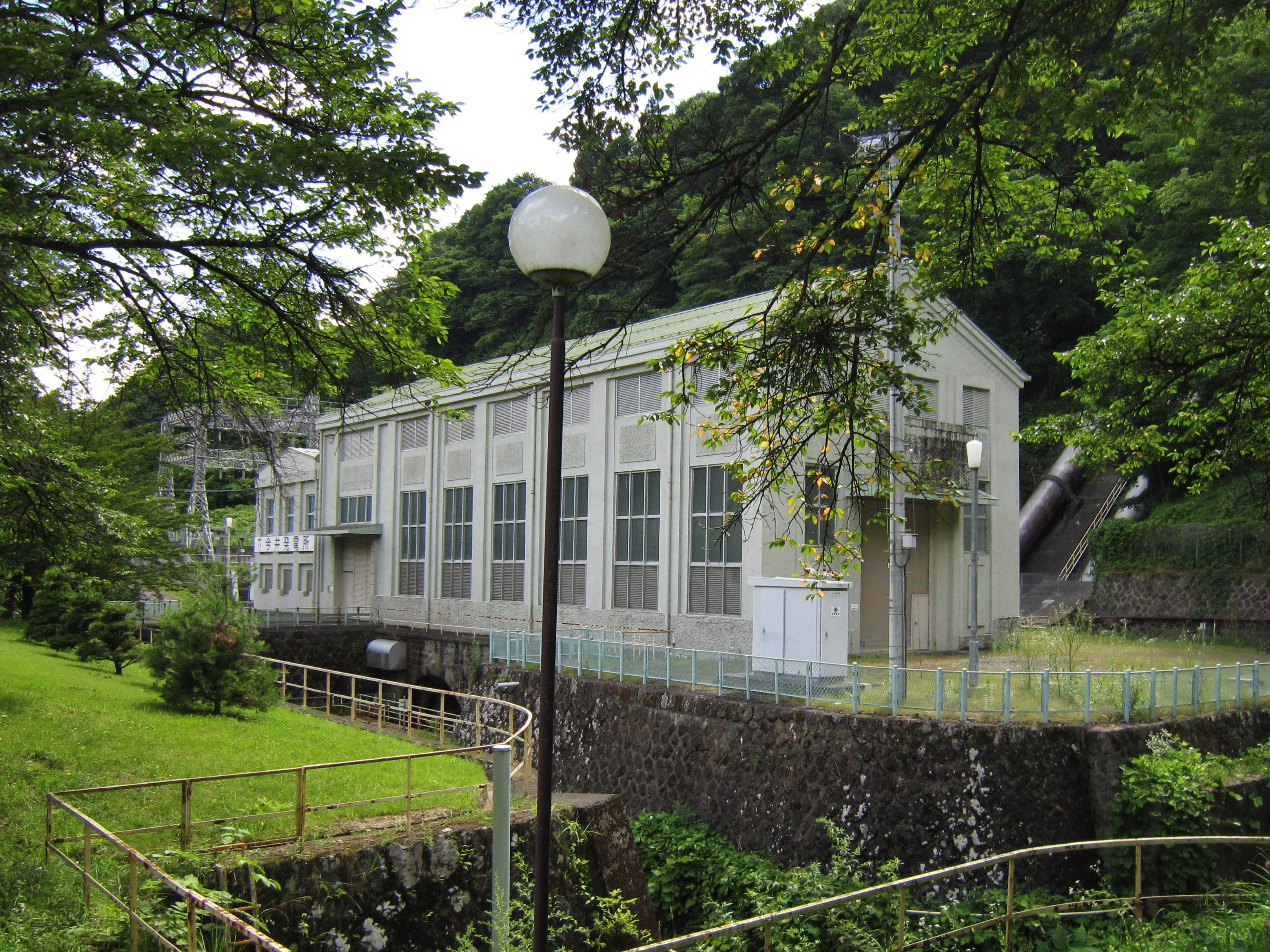
今井発電所（2013年）

今井発電所の位置 ： 北緯36度32分51.3秒 東経138度34分16.7秒 / 北緯36.547583度 東経138.571306度
発足した吾妻川電力では第一期工事として今井・羽根尾両発電所、第二期工事として田代・西窪・大津の3発電所と田代貯水池を建設するという計画を定め、飛嶋文吉率いる飛島組を工事請負業者に選んだ上で1923年（大正12年）9月1日今井発電所建設地点において地鎮祭を挙行した。同日発生した関東大震災の影響で今井・羽根尾両発電所の工事は即時中止となるが、3か月遅れの同年12月1日より工事を再開できた。震災後の金融不安に際しては株式の払込徴収が困難となり資金繰りに窮したが、手形の裏書保証という形で東京電灯の支援を得ている。
1925年（大正14年）7月下旬、最初の発電所として今井発電所が完成した。その所在地は群馬県吾妻郡嬬恋村大字今井字山下。発電所の取水口は吾妻川と支流万座川の合流点に位置する。取水口から伸びる導水路が今井調整池へと至る間に渓流からの取水も可能である。発電設備は電業社製フランシス水車2台および芝浦製作所製発電機（容量4375キロボルトアンペア）2台からなった。発電所の放水はそのまま下流にある羽根尾発電所で利用される。
発電所出力は5400キロワット。吾妻川筋発電所の送電拠点が羽根尾発電所のため、送電線は同発電所に繋がれた。

### 羽根尾発電所

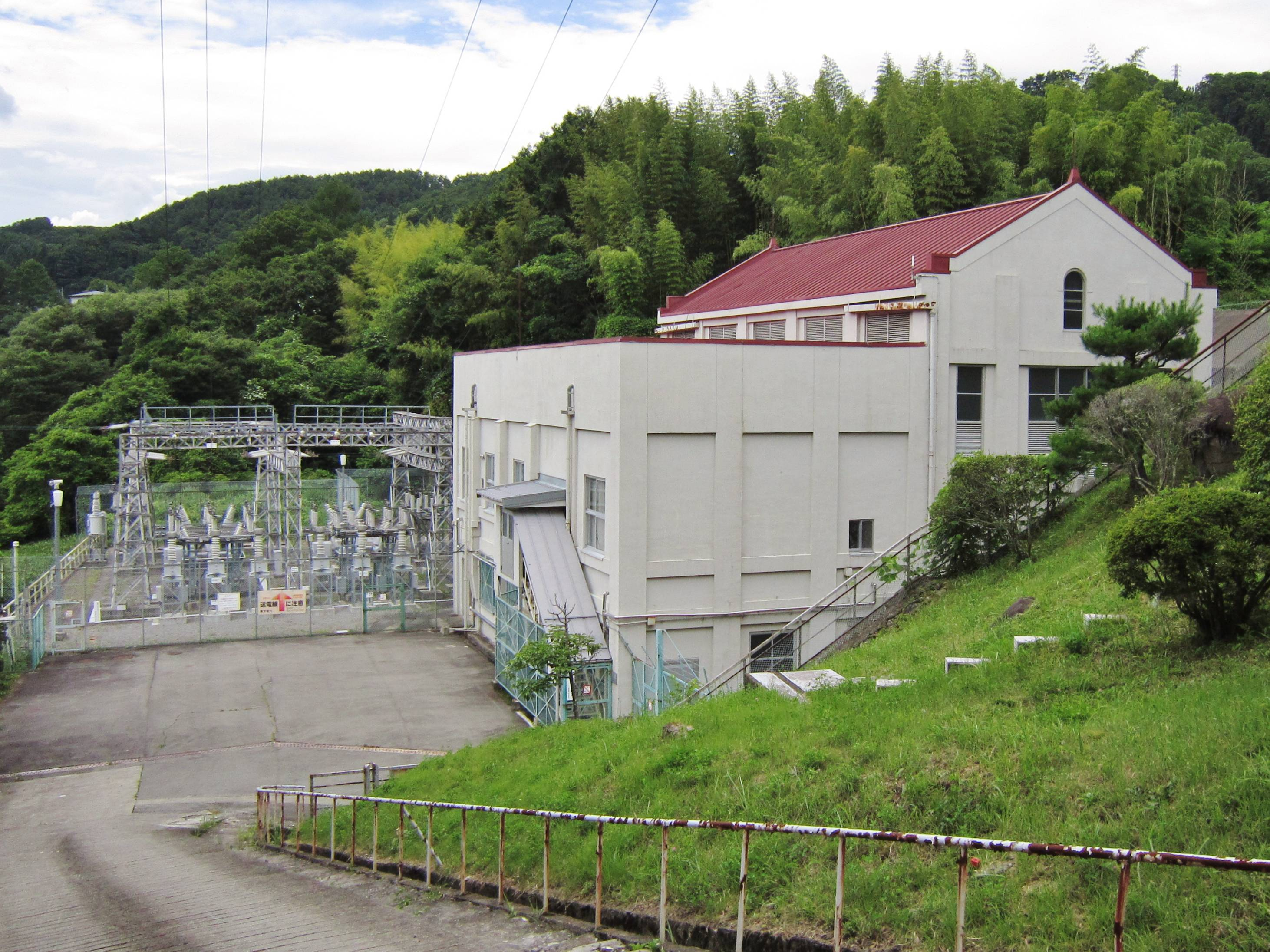
羽根尾発電所（2013年）

羽根尾発電所の位置 ： 北緯36度33分3.0秒 東経138度36分43.4秒 / 北緯36.550833度 東経138.612056度
1925年10月30日、今井発電所に続いて前年4月に着工していた羽根尾発電所が竣工した。所在地は吾妻郡長野原町大字羽根尾字宮原。
羽根尾発電所は今井発電所の下流側に位置する発電所で、同発電所の放水を直接導水するが、運転休止時の取水用に吾妻川本流に独自の取水堰堤を持つ。導水路は3.8キロメートルの長さがあり途中に調整池を有する。発電設備は地形の都合で水車を建屋の1階、発電機を4階に置く長軸の縦軸式となっている点が特徴で、水車は電業社製縦軸フランシス水車2台、発電機は芝浦製作所製発電機（容量6875キロボルトアンペア）からなる。
発電所出力は8800キロワット。羽根尾発電所は今井・田代・大津各発電所を含む吾妻川筋発電所の発生電力を東京電灯へと供給する地点であり、東京電灯は羽根尾発電所に近接（所在地は同じ大字羽根尾字宮原）して受電用の吾妻川変電所を構えた。変電所の竣工は1925年8月。また同年11月には吾妻川変電所と野中開閉所を繋ぐ全長36キロメートルの送電線「吾妻線」（送電電圧66キロボルト）も完成した。送電先の野中開閉所は先に触れた上久屋発電所と東京方面を結ぶ送電線の途中にあたる。

### 田代発電所

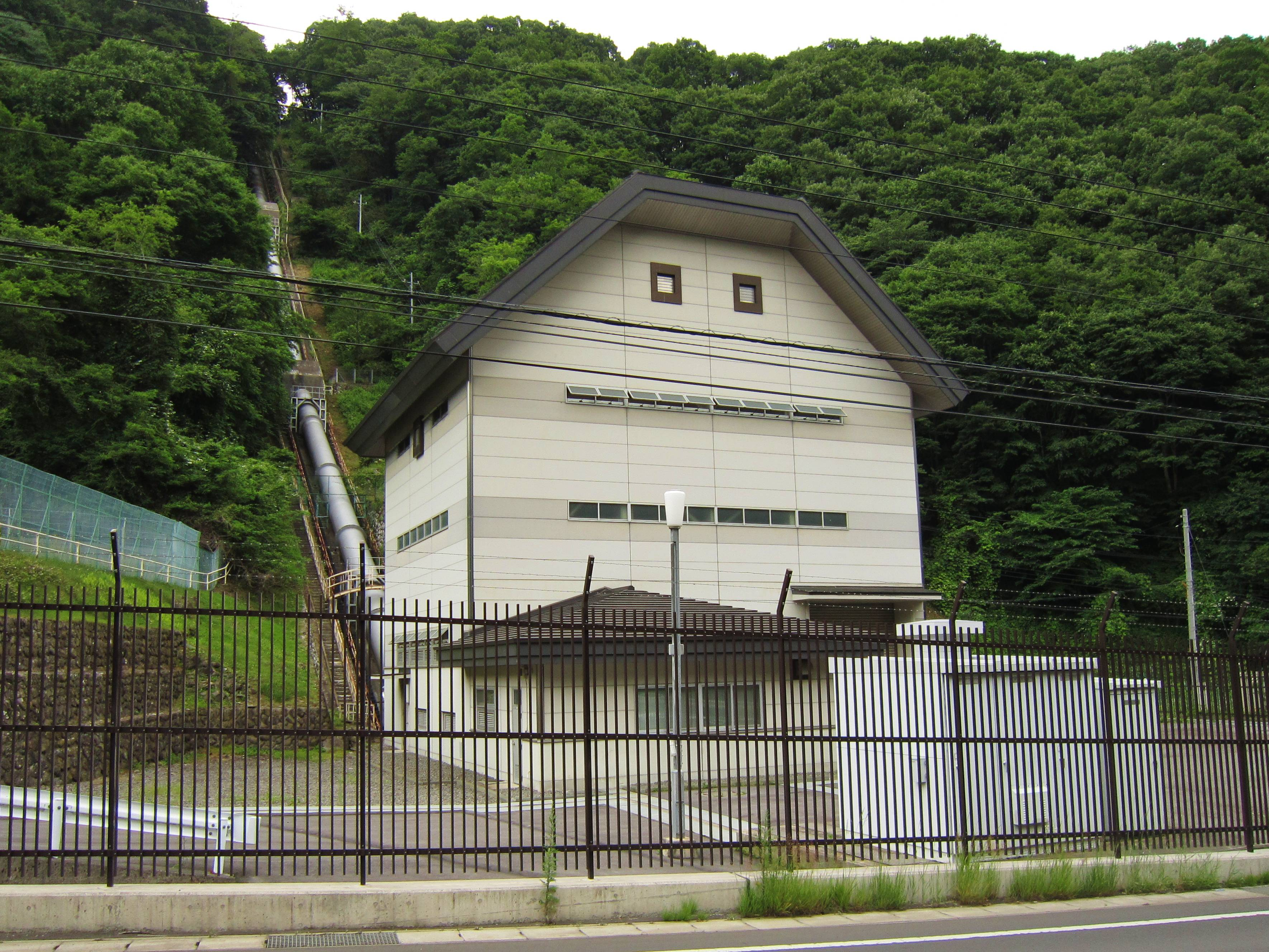
鹿沢発電所（旧名「田代」・2013年）

田代発電所の位置 ： 北緯36度29分9.7秒 東経138度29分3.8秒 / 北緯36.486028度 東経138.484389度
1925年4月、吾妻川電力は第二期工事に属する最初の工事として吾妻川最上流部において田代貯水池を着工した。竣工は翌1926年（大正15年）10月。この貯水池は冬季の渇水期に備えて吾妻川本流・支流の余水を貯えるためのもので、元々あった盆地地形の南側に長さ981.8メートル（540間）・最大高さ18.5メートル（61尺）のアースダムを築くことで形成されている。貯水池への集水用導水路は池の南方にあたる支流大沢川を起点に西へ回って支流湯尻川、吾妻川本流の順に取水して貯水池西岸へと至る。貯水池面積は77万4500平方メートル、有効容量は535万2000立方メートルに及ぶ。
田代貯水池の放水路は東岸側から出ているが、吾妻川本流との間に生ずる116メートルの落差を活かしてここに田代発電所が建設された。発電所所在地は吾妻郡嬬恋村大字大笹字長井。1926年11月に竣工し運転を開始した。発電所出力は5200キロワットで、発電設備は日立製作所のフランシス水車・発電機（容量3750キロボルトアンペア）各2台からなる。送電線は今井発電所との間を連絡した。
なお田代貯水池と田代発電所は「第二吾妻川電力株式会社」という姉妹会社を介して建設された。この第二吾妻川電力は1924年2月20日、資本金250万円をもって設立。吾妻川電力は1926年6月8日付で同社から田代貯水池・田代発電所を譲り受ける契約を結び、さらに翌1927年（昭和2年）5月20日付で会社自体を吸収する契約を交わした。第二吾妻川電力合併は同年6月29日の株主総会で決議されたのち9月30日実施された。合併後の資本金は62万5000円増の862万5000円である。

### 大津発電所

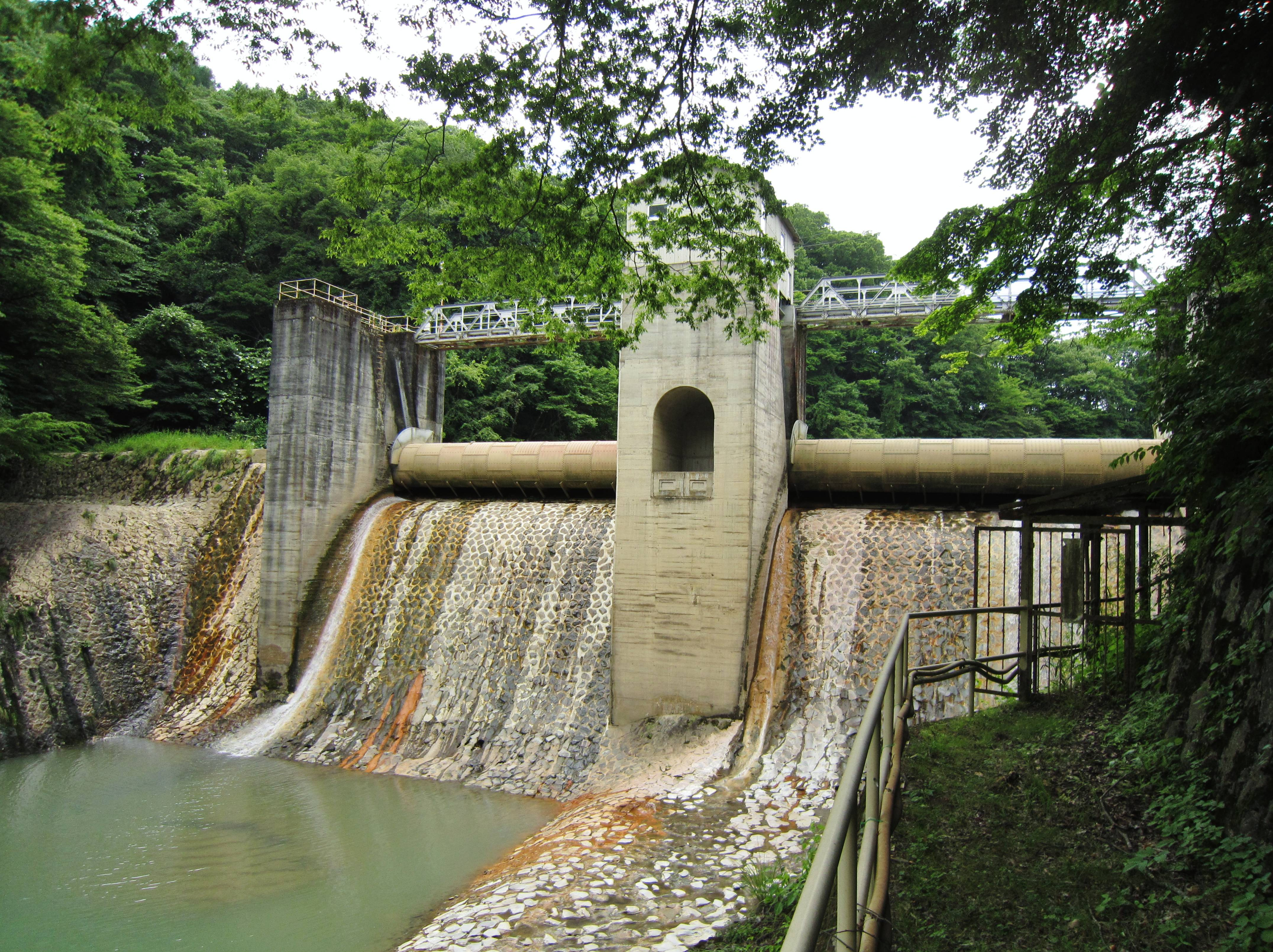
大津ダム（2013年）

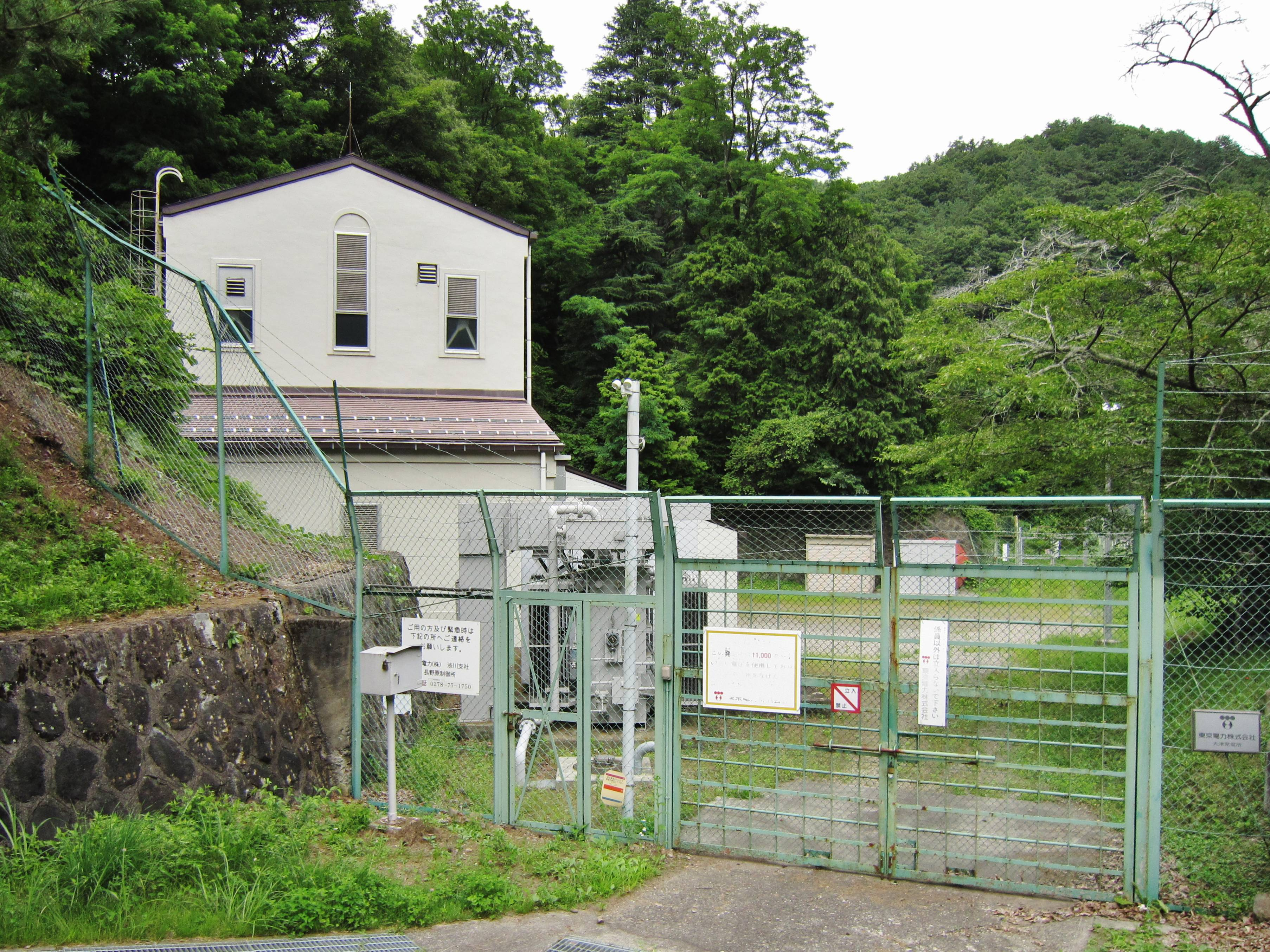
大津発電所（2013年）

大津発電所の位置 ： 北緯36度33分9.4秒 東経138度37分41.7秒 / 北緯36.552611度 東経138.628250度
羽根尾発電所の下流側にあたる吾妻川中流部では1927年（昭和2年）11月着工・1929年（昭和4年）11月竣工という経過で群馬水電松谷発電所が建設された。同発電所は白砂川（須川）からの引水を避けるため白砂川合流点から1キロメートルほどさかのぼった地点に取水口を設けている。
羽根尾発電所と上記の松谷発電所取水口は離れておりその間に落差が未利用で残るため、河川流量を均一化させる逆調整発電所を兼ねて同地点には吾妻川電力が大津発電所を建設した。所在地は吾妻郡長野原町大字大津字御堂入。着工は1930年（昭和5年）6月、竣工は翌1931年（昭和6年）12月9日、運転開始は同月14日である。
逆調整池を形成するためのダムは羽根尾発電所放水口の下流800メートル地点にある。高さは19.5メートル、長さ（頂長）は73.95メートルで、ローリングゲートを備える。発電設備は軽負荷時の能率向上のためカプラン水車が採用された点が特徴であり、フォイト製縦軸カプラン水車1台と富士電機製2500キロボルトアンペア発電機1台からなる。自動同期装置を持つ自動式発電所であり、11キロボルト送電線で繋がる羽根尾発電所からの遠隔操作が可能。発電所出力は2000キロワットと小さい。

### 供給の動き
吾妻川電力の主要供給先は東京電灯であった。逓信省の資料によると、大津発電所完成後の1932年9月時点では総出力2万1400キロワットのうち1万9050キロワットを羽根尾発電所渡しにて同社へと供給している。吾妻川開発で先行した群馬電力は東邦電力傘下に入り1925年には東京電力となって1928年（昭和3年）にかけて東京を舞台に東京電灯と激しく対立したが、後発の吾妻川電力は支援を受けている東京電灯への供給を選んだ。1920年代に東京電灯が吾妻川電力など複数の発電会社に対し行っていた、事業を支援しつつ完成後の電力を引き取るという施策は、関東電力市場の独占を目指すという狙いがあったとされる。
東京電灯以外の電気事業者では草津電気鉄道に対し今井・羽根尾両発電所にて計315キロワットを供給した。草津電気鉄道は信越本線軽井沢駅（長野県）と草津温泉を結ぶ軽便鉄道を運営するとともに、草津水力電気から引き継いで吾妻郡草津町と長野原町（一部）を対象に供給事業を兼営した会社である。草津電気鉄道とは資本関係もあり、吾妻川電力は全4万株のうち1万3988株を持つ同社の筆頭株主であった（1932年6月時点）。草津電気鉄道に対する資本参加は、発電所資材の輸送力増強を路線の電化によって実現すべく電化費調達のための増資を引き受けたことによる。電化完成は1924年11月で、吾妻川電力の発電所完成に先立つ。そのため今井発電所完成までの間は東京電灯熊川第二発電所を電源に運転していた。
以上の電気事業者に対する供給に加え吾妻川電力では自ら配電事業も営んだ。供給区域は吾妻郡長野原町の一部と嬬恋村である。まず1925年6月受電により嬬恋村で開業し、1926年5月より長野原町でも開業した。逓信省の資料によると、1931年末時点の供給成績は電灯需要家1583戸・電灯数4692灯（臨時灯含む）、電動機数5台・電動機用電力供給35.5馬力（26.5キロワット）であった。

## 東信電気への合併

### 経営不振から合併へ
開業後の吾妻川電力では経営陣の異動があった。まず1925年12月、常務が新たに取締役となった磯部保次（元東京瓦斯常務）に交代した。次いで1929年12月には初代社長臼井哲夫の辞任に伴い取締役の島甲子二が後任社長に就いている（副社長中原岩三郎は続投）。この間親会社の異動もあり、1927年3月、東京電灯の社内整理のため持株会社東電証券株式会社が新設されると吾妻川電力株式はこの東電証券に肩代わりされた。
吾妻川電力では工事完成後1926年上期（5月期）決算から建設利息配当を脱し年率7.5パーセントの配当を開始した。以後は年率8パーセント前後の配当を続けたが、利益率に近い水準の配当率であり、社債・借入金が多く利払い費用がかさむわりには資産の償却が少なく配当偏重の経営を続けているとの批判があった。利益率が低い要因は貯水池を持つ田代発電所を筆頭に1キロワットあたりの発電所建設費が高くついたことによる。吾妻川電力では1929年末までに建設費が安くすむ西窪発電所と干俣発電所を完成させ、会社全体の1キロワットあたり建設費を低下させることで利益率の改善に繋げる計画であったが、送電先の東京電灯から電力過剰を理由に完成延期を指示されて収支計画に違算が生じた。
発電所完成延期に伴う損害は東京電灯が補填したものの、西窪発電所（1929年6月着工）と干俣発電所の完成は3度にわたる延期により1933年（昭和8年）末予定に繰り延べされたため、収入が増えないにもかかわらず建設費の借入だけが増えて収支が悪化。さらに東京電灯の業績悪化で発電所完成後の供給料金切り下げも明らかとなったため、吾妻川電力では1930年上期決算で不良資産償却の路線に転換し配当率を年率5パーセントに引き下げ、同年6月62万5000円の減資（資本金800万円に）も決定した。減資は買入消却による。その後大津発電所が完成をみたが、電力過剰を理由に東京電灯が当面の無償供給を要求したため増収に繋がらず、さらなる業績悪化を招いた。配当率は低下し続け1932年（昭和7年）上期決算では年率2パーセントとなった。

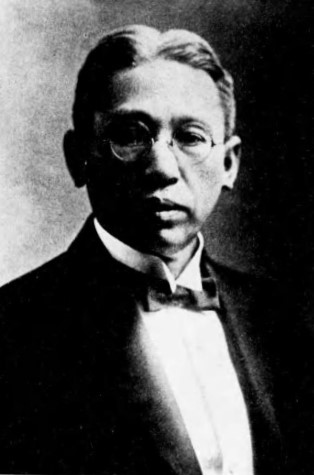
合併時の東信電気社長鈴木忠治

1933年（昭和8年）1月10日、吾妻川電力は東信電気株式会社との間に合併契約を締結した。合併相手の東信電気は長野県内を流れる信濃川水系の河川や新潟県を流れる阿賀野川での電源開発を手掛ける発電会社である。吾妻川電力と同様、東京電灯と資本関係があり、同社の支援を得つつ開発を進め同社への電力供給を行っていた。東信電気も東京電灯から料金値下げを求められており吾妻川電力・東信電気両社は東京電灯のために経営を圧迫されるという共通の課題を抱えるため、合併は経費の削減と金融の緩和を図りこの状況に対処するという狙いがあった。合併契約の概略は次の通り。
- 存続会社の東信電気は合併により資本金を228万5000円増加する。合併に伴う新株発行は額面50円全額払込株式4万5700株。
- 東信電気は合併で解散する吾妻川電力の株主に対し、持株7株につき合併新株2株を交付する。
  - ただし東信電気が有する吾妻川電力株式50株（2500円分）は合併と同時に消却する。
- 1933年1月30日に両社は株主総会を開いて合併契約を承認する。
- 合併期日は1933年6月1日とする。

合併比率が7対2と吾妻川電力の不利に設定された原因は、東信電気の経営状況（年率8パーセントの配当率を維持）に対し吾妻川電力の状況が著しく劣ることによる。東信電気では合併決議ののち1933年5月27日付で逓信省からの合併認可も取得し、同年6月1日、合併契約の期日通り吾妻川電力の合併を実行した。さらに8月16日に同社は合併報告総会を開いて合併手続きを完了している。

### 西窪発電所の完成

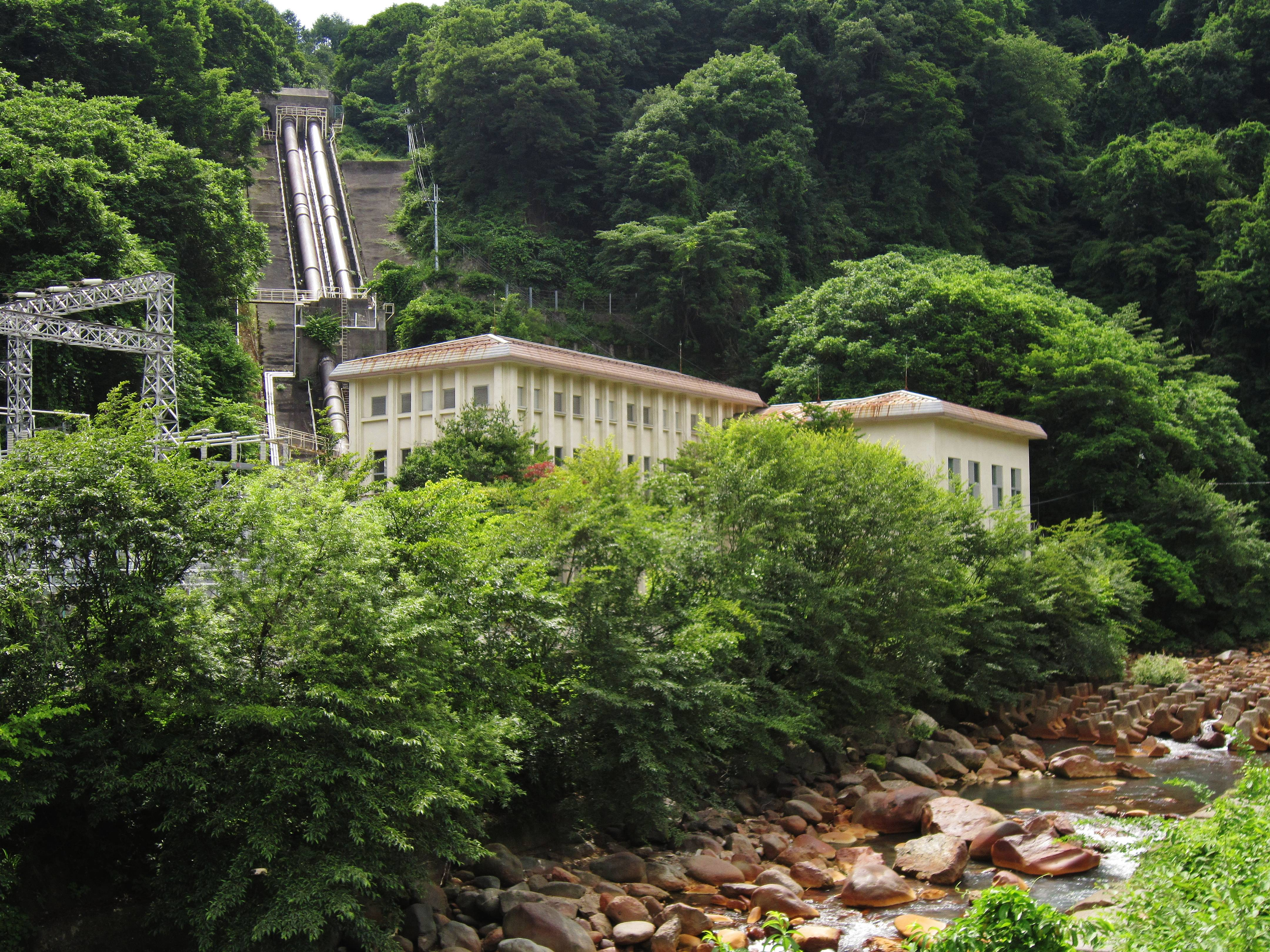
西窪発電所（2013年）

西窪発電所の位置 ： 北緯36度31分27.9秒 東経138度32分19.4秒 / 北緯36.524417度 東経138.538722度
吾妻川電力を合併した東信電気は、社債・借入金・支払手形あわせて1211万8千円（1932年11月末時点）に及ぶ負債を引き継いだが、合併決定とともにこれらの整理に着手した。具体的には社債の繰り上げ償還、低利借り換えなどである。さらに1933年4月には資本金の未払込分1122万5000円を徴収し、そこから約800万円を負債整理に充て、残りを吾妻川電力から工事を引き継いだ西窪発電所および送電線建設費に振り向けた。同発電所の工事はこの段階ではなお160-170万円程度の投資を要する状況であったという。
その西窪発電所は1933年11月29日付で使用認可を得て、同年12月1日より運転を開始した。所在地は吾妻郡嬬恋村大字西窪（さいくぼ）で、既設田代発電所の下流、今井発電所の上流にあたる。西窪発電所の導水路は吾妻川本流（田代発電所付近）と支流万座川から伸びている。他の支流からも取水可能で、中でも干俣川取水部分には揚水ポンプの設備がある。発電設備は日立製作所製の縦軸フランシス水車・1万1000キロボルトアンペア発電機各2台からなり、発電所出力は1万9000キロワット。発電後の放水はそのまま今井発電所沈砂池へと流される。
西窪発電所からの送電については既設送電線に余力がないため東京電灯との間で問題となっていたが、1933年6月、大手電力会社の一つ日本電力を巻き込んで3社間に協定が成立し、新しい送電系統を構築する運びとなった。新系統は送電容量に余裕のある日本電力「東京幹線」（富山県の黒部川筋発電所と横浜市鶴見区の東京変電所を繋ぐ154キロボルト送電線）を活用するもので、東信電気では島河原変電所（長野県側の島河原発電所に近接）および田代発電所 - 島河原変電所間の66キロボルト送電線を、日本電力では島河原変電所 - 東京幹線間の連絡送電線をそれぞれ整備した。これら設備の新設により、西窪発電所のみならず既設の田代・今井・羽根尾・大津各発電所の発生電力も県境を越えて島河原変電所・日本電力送電線経由で東京方面へと送電される形となっている。
8年後の1941年（昭和16年）10月、旧吾妻川電力関係の田代・西窪・今井・羽根尾・大津各発電所は電力国家管理のため東信電気から国策会社日本発送電へと出資された。これらの5発電所（田代発電所は鹿沢発電所へ改称）は太平洋戦争後、1951年（昭和26年）5月の電気事業再編成でそろって（新）東京電力へと移管されている。

## 年表
- 1922年（大正11年）
  - 3月 - 発起人に対し吾妻川水利権許可[16]。
  - 12月28日 - 吾妻川電力株式会社設立[1]。資本金800万円、本店所在地東京市京橋区木挽町9丁目28番地[1]、初代社長臼井哲夫[17]。
- 1923年（大正12年）
  - 1月20日 - 本店を東京市麹町区八重洲町1丁目1番地へ移転[75]。
- 1924年（大正13年）
  - 2月20日 - 第二吾妻川電力株式会社を設立（資本金250万円）[38]。
- 1925年（大正14年）
  - 7月下旬 - 今井発電所竣工[23]。
  - 10月30日 - 羽根尾発電所竣工[26]。
- 1926年（大正15年）
  - 10月 - 田代貯水池竣工[33]（第二吾妻川電力が建設[37]）。
  - 11月 - 田代発電所運転開始[35]（第二吾妻川電力が建設[37]）。
- 1927年（昭和2年）
  - 9月30日 - 第二吾妻川電力を合併[39]。資本金862万5000円となる[39]。
- 1929年（昭和4年）
  - 4月15日 - 本店住所を東京市麹町区丸ノ内2丁目8番地に変更[76]。
  - 12月 - 第2代社長に島甲子二就任[55]。
- 1930年（昭和5年）
  - 6月26日 - 62万5000円の減資を決議。資本金800万円となる[60]。
- 1931年（昭和6年）
  - 12月14日 - 大津発電所運転開始[41]。
- 1933年（昭和8年）
  - 1月10日 - 東信電気株式会社との間に合併契約締結[63]。
  - 6月1日 - 東信電気との合併実施[67]。
  - 8月16日 - 東信電気で吾妻川電力合併についての報告総会開催[67]。
  - 12月1日 - 西窪発電所運転開始[68]。

### 企業史
- 東京電灯 編『東京電灯株式会社開業五十年史』東京電灯、1936年。NDLJP:1876039。
- 東京電力 編『関東の電気事業と東京電力』東京電力、2002年。
  - 東京電力 編『関東の電気事業と東京電力』資料編、東京電力、2002年。

### 官庁資料
- 逓信省電気局 編『電気事業要覧』第24回、電気協会、1933年。NDLJP:1077197。
- 逓信省電気局 編『電気事業要覧』第25回、電気協会、1934年。NDLJP:1077236。
- 東京逓信局 編『管内電気事業要覧』第6回、電気協会関東支部、1929年。NDLJP:1140012。

### その他書籍
- 経済情報社 編『株式投資年鑑』昭和8年版、経済情報社、1933年。NDLJP:1209126。
- 後藤武夫『財閥研究』第1輯、帝国興信所、1929年。NDLJP:1464946。
- 佐藤曽平『草津町史』佐藤曽平、1938年。NDLJP:1032079。
- 商業興信所『日本全国諸会社役員録』第29回、商業興信所、1921年。NDLJP:936470。
- 人事興信所 編『人事興信録』第5版、人事興信所、1918年。NDLJP:1704046。
- 高橋正学『飛嶋文吉』飛嶋翁伝記編纂会、1941年。NDLJP:1058144。
- 嬬恋村誌編集委員会 編『嬬恋村誌』上巻、群馬県吾妻郡嬬恋村、1977年。NDLJP:9641201。
- 電気経済研究所 編『日本電気交通経済年史』第1輯（昭和8年前半期）、電気経済研究所、1933年。NDLJP:1235483。
- 長野原町誌編纂委員会 編『長野原町誌』上巻、長野原町、1976年。NDLJP:9642981。
- 日本動力協会『日本の発電所』東部日本篇、工業調査協会、1937年。NDLJP:1257046。
- 原田登 編『帝国大学出身録』帝国大学出身録編輯所、1922年。NDLJP:970710。
- 山一證券調査部 編『株式社債年鑑』昭和7年度、山一證券、1932年。NDLJP:1240835。
- 湯口昌 編述『城山翁喜寿の賀』三鱗商道団、1934年。NDLJP:1032381。

### 記事
- 「時報 吾妻川電力」『現代之電機』第8巻第9号、工業教育会、1922年9月、40頁、NDLJP:1527954/33。
- 「電業諸会社彙報 吾妻川電力近況」『電気』第6巻第2号、家庭と電気社、1926年2月、31-32頁、NDLJP:1486522/23。
- 「内外電況 吾妻川電力の二万三千キロ発電工事」『電気工学』第184号、技能図書出版社、1928年6月、3-4頁、NDLJP:1547988/8。
- 「吾妻水電の田代貯水池に就て」『土木建築工事画報』第5巻第8号、工事画報社、1929年8月、3-7頁、NDLJP:1489113/8。
- 「会社評 吾妻川電力無配説に就て」『経済雑誌ダイヤモンド』第18巻第36号、ダイヤモンド社、1930年12月1日、34-35頁。
- 「株式観 吾妻川電力の前途と株価」『経済雑誌ダイヤモンド』第20巻第10号、ダイヤモンド社、1932年4月1日、26-28頁。
- 「東信電気西窪発電所と島河原変電所」『土木建築工事画報』第10巻第3号、工事画報社、1934年3月、148-149頁。
- 大島登志彦「水力発電所開発の歴史にみる特徴と意義―吾妻川水系を事例として」『群馬文化』第206号、群馬県地域文化研究協議会、1986年4月、61-76頁、NDLJP:6048191/32。
- 森秀「東京方面の電力系統」『電気学会雑誌』第482号、電気学会、1928年9月、888-908頁、doi:10.11526/ieejjournal1888.48.888。